# Proceso inactivo del sistema
En los sistemas operativos Windows NT, el proceso inactivo del sistema contiene uno o más kernel threads que ejecuta cuando ningún otro thread puede ser planificado en la CPU, más sencillamente es el porcentaje que el procesador no está trabajando. Por ejemplo, cuando no hay ningún proceso ejecutándose o todos los procesos que están en este estado están siendo ejecutados en otras CPUs. En un sistema multiprocesador hay un thread para el estado inactivo asociado a cada CPU.
Los threads del proceso inactivo del sistema son usados por Windows NT para implementar el ahorro de energía de la CPU. La energía que se puede ahorrar depende del hardware y la compatibilidad del firmware con el sistema en cuestión. Por ejemplo, en procesadores x86, el thread inactivo ejecutará bucles de instrucciones HLT, que causan que la CPU desactive algunos componentes internos a la espera de recibir alguna IRQ.
El tiempo de CPU consumido por el proceso inactivo del sistema es de interés para los usuarios finales, ya que este puede servir como utilidad para medir el tiempo de uso de la CPU siendo de fácil acceso a través del administrador de tareas. 
En caso de sobrecarga de memoria y que se ralentice el pc, aun cuando este proceso está al >95%, entonces puede ser obra de algún virus, como por ejemplo el Blaster, para lo cual es necesario instalar alguna herramienta antivirus, antimalware o cortafuegos para así iniciar el sistema en modo seguro y tratar de reparar algún archivo dañado.